# モール・クーロンの破壊規準
モール・クーロンの破壊規準（モールクーロンのはかいきじゅん、英: Mohr-Coulomb yield criterion）とは、土の破壊基準の一つである。三軸圧縮試験などで、異なる拘束圧条件下におけるモールの応力円を描いて、その包絡線を見ると近似的に直線と見なすことができる。もし、その包絡線を超えてしまうと土は破壊する（実際には超えることはできない）。モール・クーロンの破壊規準は、モールの破壊規準、クーロンの破壊規準が合わさったものである。

## クーロンの破壊規準

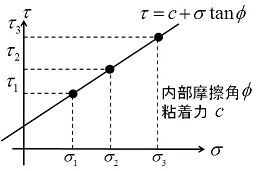
クーロンの破壊規準

土に対し、一面せん断試験を実施する。一面せん断試験において、計測される応力はそのまま土のせん断面における応力状態と見なすことができる。垂直応力σを変えて複数試験を実施し、破壊時に計測されたせん断応力τと垂直応力σをプロットすると、図のように概ね直線上にプロットがとれる。これがクーロンの破壊規準である。なお、土はこの線より上に応力状態をとることができない。

## モールの破壊規準

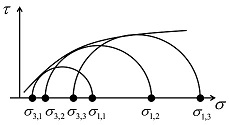
モールの破壊規準

土に対し、三軸圧縮試験を実施する。三軸圧縮試験では、最大主応力と最小主応力を計測することが可能であり、拘束圧をいくつか変えて複数試験を実施し、破壊時に計測された最大主応力と最小主応力をプロットし、モールの応力円を描くと図のような包絡線を描くことができる。これがモールの破壊規準である。不飽和な土や過圧密状態にある土に対して試験を行った場合、図のように包絡線が曲線となる。クーロンの破壊基準と同様に、土はこの線より上に応力状態をとることができない。

## モール・クーロンの破壊規準

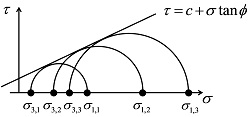
モール・クーロンの破壊規準

飽和土に対し、三軸圧縮試験を実施し、モールの破壊規準と同様にモールの応力円を描くと図のように包絡線が直線となる。この直線をモール・クーロンの破壊包絡線と呼び、クーロンの破壊規準で得られた直線と同じ意味を持つ。このように、モールの応力円の包絡線から、クーロンの破壊規準と同様の直線を引いて破壊規準を定めたものを、2つの破壊規準をあわせてモール・クーロンの破壊規準と呼ぶ。
なお、この直線をせん断応力τ、垂直応力σ、内部摩擦角φ、みかけの粘着力 c を用いて次のように示すことができる。
{\displaystyle \tau =\mathrm {c} +\sigma \tan \phi \,\!}

## モール・クーロンの破壊規準の主応力表示
図より、以下の関係が成り立つ。
{\displaystyle {\begin{aligned}\sigma &={\frac {\sigma _{1}+\sigma _{3}}{2}}-{\frac {\sigma _{1}-\sigma _{3}}{2}}\sin \phi \\\tau &={\frac {\sigma _{1}-\sigma _{3}}{2}}\cos \phi \end{aligned}}}
これらをモール・クーロンの破壊包絡線
{\displaystyle \tau =\mathrm {c} +\sigma \tan \phi \,\!}

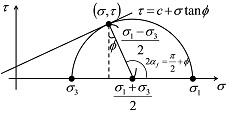
モール・クーロンの破壊規準の主応力表示

に代入すると破壊基準の主応力表示として次の式が得られる。
{\displaystyle \sigma _{1}-\sigma _{3}=2\mathrm {c} \cos \phi +(\sigma _{1}+\sigma _{3})\sin \phi \,\!}